# 江渡華子
江渡華子（えと はなこ、1984年12月2日 - ）は、日本の俳人。青森県八戸市生まれ、十和田市育ち。現代俳句協会青年部所属。

## 経歴
青森県立三本木高等学校、立命館大学文学部卒業。
2002年、高校在学中に第4回神奈川大学青春俳句大賞・最優秀賞を受賞する。
2011年に神野紗季、野口る理とともに俳句ウェブマガジン「スピカ」を立ち上げる。
2012年、俳人で新聞記者の山口優夢と結婚した。出産後は育児に関する作品も発表している。

## 著書

### 句集
- 『光陰』（2007年、赤々舎）
- 『笑ふ』（2015年、ふらんす堂）

### 共著
- 『新撰21』（2010年、邑書林）
- 『子規に学ぶ俳句365日』（2011年、草思社）